# Gmina Jefferson (hrabstwo Dubuque)

Położenie Gminy Jefferson w hrabstwie Dubuque

Gmina Jefferson (ang. Jefferson Township) – gmina w USA, w stanie Iowa, w hrabstwie Dubuque. Według danych z 2000 roku gmina miała 1328 mieszkańców, a jej powierzchnia wynosi 110 km².